# Hamza (rapper)
Hamza (Laken, 1 augustus 1994), volledige naam Hamza Al-Farissi, is een Belgische rapper, zanger en beatmaker. Hij heeft een Marokkaanse achtergrond. Naast andere succesvolle Belgische artiesten als Damso en Shay staat hij bekend als onderdeel van de nieuwe golf van Belgische rap in de jaren 2010.

## Biografie
Als tiener richtte hij met zijn vrienden Triton en MK de groep Kilogramme Gang op. Daarbij was de Amerikaanse rapper 50 Cent een grote inspiratiebron voor Hamza, voornamelijk omdat deze het rappen en zingen wist te combineren. Samen met zijn vrienden bracht Hamza het eerste project van Kilogramme Gang uit genaamd Gotham City Vol.1. Kort daarna besloten de drie leden uit elkaar te gaan.
In 2013 bracht Hamza zijn eerste soloproject uit: Recto Verso. Daarna volgde een noodgedwongen periode van stilte waarin Hamza door tijdgebrek en het ontbreken van een opnamestudio geen mogelijkheid meer had om muziek op te nemen. Dit veranderde toen hij Dakose ontmoette, die als manager hem van de nodige faciliteiten kon voorzien om weer muziek op te nemen.
Op 11 mei 2015 plaatst hij de H-24 mixtape exclusief op HauteCulture.com, wat hem toeliet ook buiten de Belgische grenzen een publiek te bereiken. Iets meer dan een jaar na het succes van H-24 brengt hij Zombie Life uit, dit keer op alle legale platforms. Vervolgens, op 24 oktober 2016, onthult hij de EP New Casanova. Niet veel later, op 24 december 2016, plaatst Hamza als kerstcadeau het nummer Santa Sauce gratis op het SoundCloud- platform.
In 2017 brengt hij de singles Godzilla, Destiny's Child, en vervolgens Vibes uit. In de zomer brengt hij twee singles uit met de Duitse rappers KC Rebell en Summer Cem : Outta Control en Focus. Niet veel later dat jaar komt ook de mixtape 1994 uit. In 2019 brengt Hamza dan eindelijk zijn debuutalbum Paradise uit, inclusief samenwerkingen met SCH, Aya Nakamura, Christine and the Queens en Oxmo Puccino. In 2021 kondigt hij de release aan van van zijn tweede album 140 BPM 2.
In 2023 werd het derde album Sincerely uitgebracht waarvoor Hamza met verschillende gekende artiesten zoals Damso, CKay, Tiakola en Offset heeft samengewerkt.